# Saison 8 de Ninjago
 (mai 2018).
Si vous disposez d'ouvrages ou d'articles de référence ou si vous connaissez des sites web de qualité traitant du thème abordé ici, merci de compléter l'article en donnant les références utiles à sa vérifiabilité et en les liant à la section « Notes et références ».
Chronologie
Saison 7 Saison 9
Cet article présente le guide des épisodes de la huitième saison de la série télévisée d'animation américaine Ninjago. Elle se nomme Les Fils de Garmadon, Sons of Garmadon en anglais. À partir de 2018, la série est transférée vers France 4, c'est désormais elle qui diffuse les saisons inédites.

## Épisodes

### Épisode 1:Le Masque de la Tromperie
- États-Unis : 16 avril 2018 sur Cartoon Network
- France : 23 avril 2018 sur France 4

### Épisode 2:La Princesse de Jade
- États-Unis : 23 avril 2018 sur Cartoon Network
- France : 23 avril 2018 sur France 4

### Épisode 3:Le Oni et le Dragon
- États-Unis : 30 avril 2018 sur Cartoon Network
- France : 24 avril 2018 sur France 4

### Épisode 4:Serpent Jaguar
- États-Unis : 7 mai 2018 sur Cartoon Network
- France : 24 avril 2018 sur France 4

### Épisode 5:La Bourrasque de l'homme mort
- États-Unis : 14 mai 2018 sur Cartoon Network
- France : 25 avril 2018 sur France 4

### Épisode 6:Le Silencieux
- États-Unis : 21 mai 2018 sur Cartoon Network
- France : 25 avril 2018 sur France 4

### Épisode 7:Jeu de Masques
- États-Unis : 22 mai 2018 sur Cartoon Network
- France : 26 avril 2018 sur France 4

### Épisode 8:Le terrible avènement
- États-Unis : 23 mai 2018 sur Cartoon Network
- France : 26 avril 2018 sur France 4

### Épisode 9:Le Vrai Potentiel
- États-Unis : 24 mai 2018 sur Cartoon Network
- France : 27 avril 2018 sur France 4

### Épisode 10:Petite Ninjago, Gros ennuis
- États-Unis : 25 mai 2018 sur Cartoon Network
- France : 27 avril 2018 sur France 4